# Núi Mây Tào
Núi Mây Tào hay Núi Mây Tàu (tên địa phương) là tập hợp các ngọn núi hình rùa cách Núi Đất 45 km về phía đông bắc, chủ yếu diện tích nằm ở tỉnh Đồng Nai và một phần núi nằm trên địa phận tỉnh Bình Thuận và tỉnh Bà Rịa – Vũng Tàu. Núi Mây Tào là ngã 3 giao cắt các tỉnh Đồng Nai, Bình Thuận và Bà Rịa – Vũng Tàu.

## Lịch sử
Trong Chiến tranh Việt Nam, ngọn núi được sử dụng làm trụ sở cho Trung đoàn 275, Sư đoàn 5 Quân Giải phóng miền Nam Việt Nam, được biết đến là Mật khu Mây Tào và Chiến khu 300, với nhiều hầm sâu kiên cố. Nó đã từng là một căn cứ quân sự, hậu cần, khu vực huấn luyện và khu vực bệnh viện trong nhiều năm. Từ ngày 1 đến 28 tháng 12 năm 1969, Tiểu đoàn 6, Trung đoàn Hoàng gia Úc và Trung đoàn Bộ binh Hoàng gia New Zealand đã tấn công trong một hoạt động quân sự là một phần của Chiến dịch Marsden nhắm vào các cứ địa này. Một căn cứ yểm trợ hỏa lực đã được xây trên một trong những đỉnh của ngọn núi. Cuộc tấn công này gây thiệt hại nặng cho quân Giải phóng.

## Kinh tế
Núi Mây Tào có trữ lượng đá granit 12 triệu khối, dùng làm đá ốp-lát, và đá mác-ma nằm rải trên các ngọn đồi có thể khai thác làm vật liệu xây dựng. Chúng được bán ven 2 bên đường Quốc lộ 1. Vị trí của núi Mây Tào ngày nay nằm trong khu vực căn cứ Rừng Lá, nằm trong khu vực căn cứ 5 và 6 (thuộc 2 tỉnh Đồng Nai - Bình Thuận.)